# JAM×JAM
『JAM×JAM』は、2006年10月より木曜日20時から21時50分に放送されているラジオ関西のワイド番組（コンプレックス）。2007年4月7日より放送日が土曜日の19時から21時までになった。2010年4月より放送日時が日曜日の22時から24時までになった。かつては関西の他のNRN加盟局で放送されていない2つの番組を箱番組として内包していたが、後に自社制作のジャニーズWEST・関西ジャニーズJr.の箱番組を開始して内包していた。

2024年3月に内包箱番組の終了・枠移動に伴い、翌4月から放送日時が日曜日の22時から23時まで内包番組なしの純粋な1時間番組となったが、2025年4月からは昨年3月まで当番組で内包していた『関西ジュニア とれたて関ジュース!』が22時台前半に枠移動して放送されるため、30分縮小されて22時30分から23時までの放送となった。

## パーソナリティ
- 松本美香

## レギュラーコーナー（タイムスケジュール）
2006年10月 - 2007年3月まで
- 20:00 オープニングトーク
- 20:15 「キンキラKinKiワールド」
- 20:45 メール、FAX、リクエスト紹介
- 21:00 「STOP THE SMAP増刊号」
- 21:30 メール、FAX、リクエスト紹介、ニュースJAM、エンディングの1曲

2007年4月 -
- 19:00 JAM×JAM (ナビ1) ～今日のメニュー紹介～新曲を中心にお届け～メール紹介
- 19:20 関西ジャニーズJr.もぎたて関ジュース
- 19:35 JAM×JAM (ナビ2) ～メール、リクエスト紹介～ドラマ･映画･コンサートレポなど
- 20:00 キンキラKinKiワールド
- 20:30 STOP THE SMAP増刊号
- 21:00 また来週〜!

2007年10月 -
- 19:00 JAM×JAM (ナビ1) ～今日のメニュー紹介～新曲を中心にお届け～メール紹介
- 19:20 関西ジャニーズJr. もぎたて関ジュース
- 19:35 JAM×JAM (ナビ2) ～メール、リクエスト紹介～ドラマ･映画･コンサートレポなど
- 20:00 「タッキーの滝沢電波城」
- 20:30 STOP THE SMAP増刊号
- 21:00 また来週〜!

2009年10月 -
- 19:00 JAM×JAM (ナビ1) ～今日のメニュー紹介～新曲を中心にお届け～メール紹介
- 19:20 関西ジャニーズJr. もぎたて関ジュース
- 19:35 JAM×JAM (ナビ2) ～メール、リクエスト紹介～ドラマ･映画･コンサートレポなど
- 20:00 タッキーの滝沢電波城
- 20:30 「中居正広のSome girl' SMAP」
- 21:00 また来週〜!

2016年4月 -2024年3月
- 22:00
- 22:30 ジャニーズWEST もぎたて関ジュース!(※2023年10月に『もぎたて関ジュース!』にタイトル変更後、2024年3月で終了)
- 23:00
- 23:45(2019年頃より23:30) 関西ジャニーズJr．とれたて関ジュース!(※2023年11月に『関西ジュニア とれたて関ジュース!』にタイトル変更後、2024年4月以降毎週日曜23:00 - 23:30へ移動して継続、『JAM×JAM』内包枠から独立。2025年4月以降は毎週日曜22:00 - 22:30へ移動)
- 24:00 また来週〜!

## 出来事
2013年10月6日は放送機器メンテナンスに伴う特殊編成のため23:00までに短縮で放送された。